# Немцова, Жанна Борисовна
Жа́нна Бори́совна Немцо́ва (род. 26 марта 1984, Горький, РСФСР, СССР) — российская журналистка, телеведущая и общественный деятель. Соучредитель Фонда Бориса Немцова за Свободу. Телеведущая телеканала РБК в 2011—2015 годах. С августа 2015 года по январь 2020 года работала в Германии репортёром русской редакции немецкой телерадиокомпании Deutsche Welle и ведущей телепрограммы «Немцова. Интервью» и «DW Новости».

## Биография
Родилась 26 марта 1984 года в городе Горьком в семье Бориса и Раисы Немцовых.
С 1997 года, после назначения отца заместителем председателя правительства России, переехала с семьёй в Москву. Одну четверть проучилась в лицее № 1239 (бывшая школа № 20, где учились дети и внуки ряда известных лиц), откуда самовольно вернулась в Нижний Новгород, к бабушке Дине Яковлевне (матери Бориса Немцова), и продолжила учёбу в нижегородском лицее № 8. Через год по настоянию родителей всё же обосновалась в Москве. В 2001 году окончила 312-ю московскую школу на Чистых прудах. В том же году поступила в Фордемский университет, однако, вскоре вернулась в Россию и перевелась в Московский государственный институт международных отношений МИД России. В 2005 году окончила МГИМО по специальности «мировая экономика» со знанием иностранных языков.
Получала второе высшее образование в Московской государственной юридической академии.
В 2017 году приняла участие в программе Стэнфордского университета «Summer Fellowship on Democracy and Development Program».
Владеет английским, итальянским и немецким языками.
В 2009 году, в интервью агентству Islamnews, Немцова признавалась, что считает ислам наиболее прогрессивной религией и в бизнесе следует исламским принципам, отказавшись от ростовщичества, которое в исламе является харамом. По её словам, компанию, в которой она работала, можно назвать почти халяльной. Gazeta.ru характеризует Немцову как «убеждённую мусульманку». Сама Жанна пояснила, что ислам не принимала.

## Эмиграция
В июне 2015 года, после убийства её отца Бориса Немцова и угроз через социальные сети уже в собственный адрес, Жанна покинула Россию. Через несколько дней в Польше Немцовой вручена награда Freedom Award, присуждённая посмертно её отцу. Тогда же Жанна объявила о создании Фонда Бориса Немцова.
18 марта 2016 года на Лейпцигской книжной ярмарке прошла официальная презентация книги Немцовой «Разбудить Россию» (на немецком языке).
Испанский журналист российского происхождения Павел Рубцов (Пабло Гонсалес), задержанный в Польше в феврале 2022 года по подозрению в шпионаже, вероятно, был внедрён ГРУ России в окружение Немцовой. Рубцов познакомился с Немцовой в 2016 году в Брюсселе. После ареста польские спецслужбы получили доступ к архивам журналиста, из их анализа стало известно, что, начиная с 2016 года, Рубцов детально описывал деятельность Немцовой и её друзей. Приговор Рубцову вынесен не был, он был освобождён 1 августа в 2024 года в рамках обмена заключёнными между Россией и Западом.

## Карьера

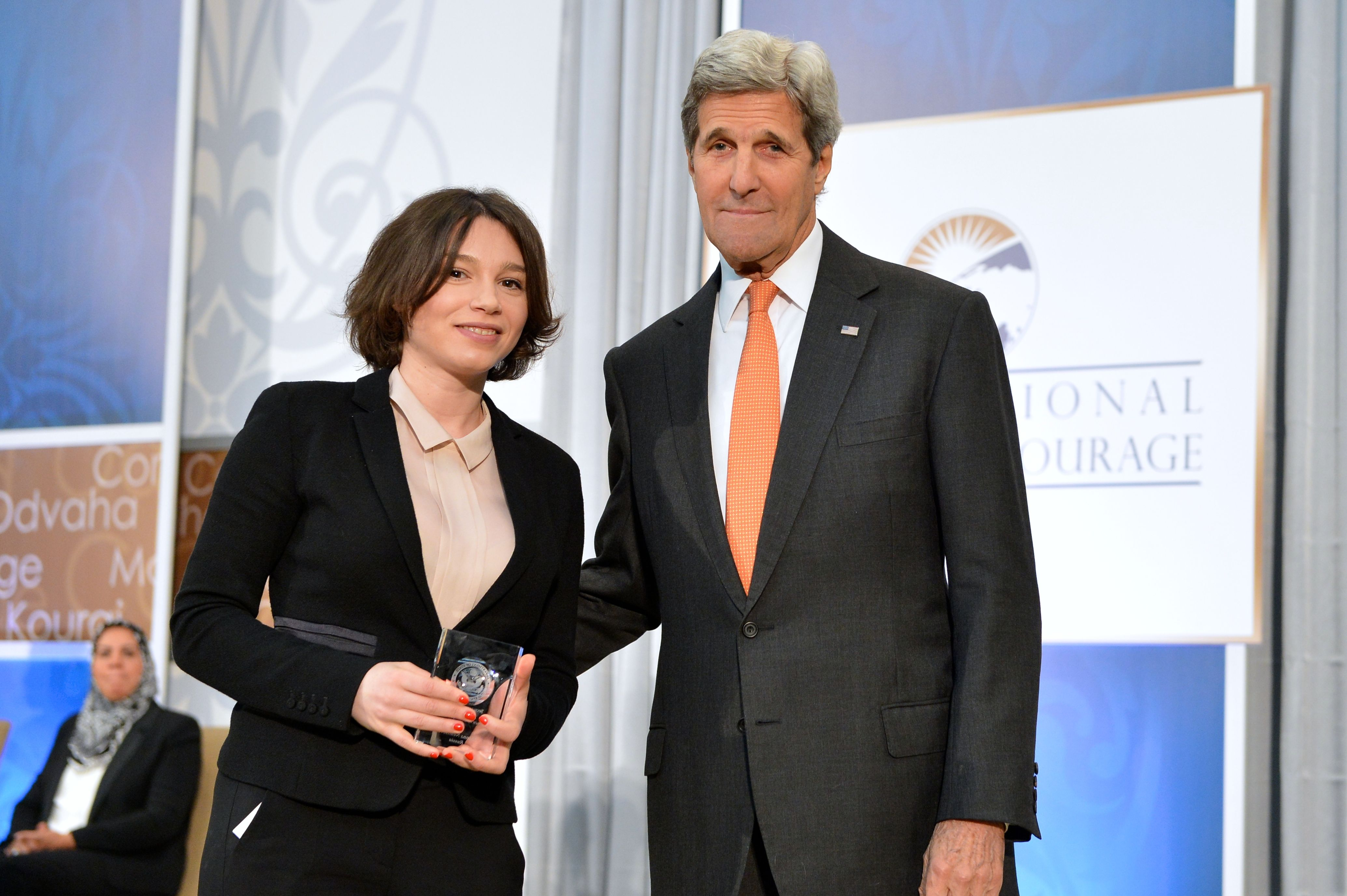
С госсекретарём США Джоном Керри, 2016 год

В юности мечтала открыть свою кондитерскую. Однако первые деньги 14-летняя Жанна заработала на радиостанции «Эхо Москвы» в 1998 году, работая в информационном отделе помощником ведущих новостей.
В начале 2000-х годов подрабатывала в думской фракции Союза правых сил, занималась продвижением сайта Б. Немцова, работала менеджером клуба бизнеса и политики при СПС «Правый поворот».
С 2007 года занимала пост вице-президента по работе с клиентами в компании «Меркури Кэпитал Траст», специализировавшейся на ценных бумагах.
С 2011 года Немцова на телеканале РБК-ТВ, вначале была приглашённым экспертом, затем стала обозревателем и ведущей программы «Рынки». Интерактивные выпуски, пользовавшиеся популярностью у телезрителей, обычно вела со Степаном Демурой, Яном Мелкумовым и Андреем Карабъянцем. С 2012 года вела программы «Глобальный взгляд», «Финансы под контролем», «Финансовые новости», интервьюировала гостей студии.
Однажды в телекарьере, 13 апреля 2013 года, Жанне довелось в прямом эфире РБК интервьюировать своего отца, Бориса Немцова, вспоминавшего о встречах в Нижнем Новгороде с премьер-министром Великобритании Маргарет Тэтчер.
В своём интервью газете «Die Welt» Немцова сообщила, что её увольнения с российского телеканала РБК требовал Кремль, но владелец и менеджеры телеканала не пошли на такой шаг. Тем не менее, угроза увольнения оставалась, поэтому она сама решила уйти.
С августа 2015 года по январь 2020 года Немцова работала в русской редакции немецкой телерадиокомпании Deutsche Welle в Бонне, где вела авторскую программу «Немцова. Интервью». Гостями программы в разные годы были Джон Маккейн, Марко Рубио, Борис Джонсон, Фрэнсис Фукуяма, Михаил Саакашвили, Алексей Навальный, Борис Акунин, Чулпан Хаматова, Вахтанг Кикабидзе, Игорь Коломойский, Никол Пашинян, Сергей Ястржембский, Касым-Жомарт Токаев и многие другие.
В июле 2015 года Немцова стала лауреатом премии «Солидарности», присуждаемой за продвижение демократии и гражданских свобод.
9 ноября 2015 года Немцова основала Фонд Бориса Немцова «За Свободу», среди проектов которого: ежегодная премия Бориса Немцова «За смелость в отстаивании демократических ценностей», форум Бориса Немцова и летняя школа журналистики.
В 2020 году Немцова стала содиректором центра Немцова, который был создан фондом Немцова и философским факультетом Карлова университета в Праге. В рамках этого центра будет проводиться серия публичных лекций, она наиболее активно участвует в работе летней школы журналистики.

## Общественно-политическая деятельность
Со студенческих лет активно участвовала в молодёжном либеральном движении. В 2003 году принимала участие в выборной кампании «Союза правых сил» в городе Сочи.
В 2005 году баллотировалась в Мосгордуму от «Союза правых сил» по одному из 15 одномандатных округов города. На выборах в своём округе 21-летняя Немцова заняла третье место из семи кандидатов, набрав 9,19 % (всего 13 140 голосов). 
Входила в состав политсовета московской городской организации СПС.
В 2009 году, отвечая на вопросы журнала Elle, Немцова призналась, что с симпатией относится к В. Путину, хотя не делает из него кумира и не разделяет некоторых его решений. Считает Путина сильной и неординарной личностью, удержавшей власть, когда это было весьма сложно, человеком «современным, обучаемым и страшно работоспособным, много сделавшим для страны», в том числе в экономическом плане. Физическая форма Путина вызывает у Немцовой «исключительное восхищение». А также то, что президент России занимается спортом, не курит, не пьёт.
Комментируя убийство своего отца, Немцова в марте 2015 года сказала, что возложить вину непосредственно на Путина не может, однако считает, что власти, включая и президента России, «несут политическую ответственность» за происшедшую трагедию. В 2017 году, в ходе судебного процесса, Немцова утверждала, что на скамье подсудимых находились только исполнители преступления, а подлинные организаторы и заказчики, занимающие высокие должности, так и не были привлечены к ответственности.
27 мая 2015 года, через три месяца после убийства в Москве Бориса Немцова, Жанна выступила в Берлине с «Речью о свободе» по приглашению Немецкого фонда имени Фридриха Наумана, тяготеющего к либеральной Свободной демократической партии (СвДП). Значительную часть своего выступления Немцова посвятила ведущейся, с её точки зрения, пропаганде в государственных СМИ, которую назвала «оружием массового уничтожения мозгов россиян». В частности, Немцова осудила ведущуюся, по её мнению, информационную кампанию российских СМИ против Украины, «распространение архаичной, шовинистической, клерикальной, ксенофобской и имперской идеологии», создание образа врага в лице США и культа личности президента Путина.

## Личная жизнь
«Маме я могу пожаловаться на плохое настроение, а папе нет. С ним нужно говорить по делу». Жанна уверена, что характер и политические взгляды у неё от отца. После гибели Бориса Немцова призналась, что в течение всей жизни любила отца «больше, чем кого-либо ещё», была духовно близка с ним и считает, что он погиб героем.
22 июля 2002 года, по информации СМИ, 18-летняя Немцова получила в собственность от Управления делами Президента РФ квартиру площадью 186 м² в престижном районе Москвы, в доме по Садово-Кудринской, 19, стр.1. В интервью изданию «Медуза» в 2017 году Жанна Немцова сообщила, что квартиру предоставила отцу администрация президента, когда его в 1997 году пригласили на работу в Правительство России, а жить ему в столице было негде. После расставания с Раисой Борис Немцов оставил квартиру жене и дочери. В 2010 году Жанна и Раиса Немцовы на высоком рынке продали эту квартиру.
В 2004 году познакомилась с банкиром Дмитрием Степановым (старше её на 15 лет), занимавшим тогда пост вице-президента банка Петрокоммерц, и вышла за него замуж в 2007 году. Вместе начали семейный бизнес, открыли компанию «Меркури Кэпитал Траст». В 2010 году брак распался. В июле 2012 года пресса сообщала о судебной тяжбе Немцовой со Степановым по поводу выселения из квартиры. В итоге Басманный суд решил обязать Федеральную миграционную службу РФ снять с регистрационного учёта Жанну и Раису Немцовых как не проживающих в квартире Степанова.
У Жанны Немцовой есть единокровный брат Антон (род. 1995), студент МФТИ, и единокровные сёстры Дина (род. 2002) и Софья (род. 2004). 1 сентября 2017 года Замоскворецкий суд Москвы признал родившегося в 2014 году ребёнка менеджера Екатерины Ифтоди — Бориса — сыном Бориса Немцова.
В период с 2017 по 2019 год состояла в романтических отношениях с журналистом Пабло Гонсалесом, который, в последствии оказался раскрыт, как агент ГРУ России.
1 октября 2021 года Жанна Немцова сообщила о помолвке с гражданским активистом Павлом Елизаровым, политэмигрантом из России, живущим в Португалии.
18 сентября 2023 года Павел Елизаров сообщил, что он развёлся с Жанной Немцовой.

## Награды
- Лауреат премии «Солидарность» (Польша, 2015 год)[50].
- Лауреат Международной ежегодной женской премии госсекретаря США «За храбрость» (Государственный департамент США, 2016 год)[51][52].

## Интервью
- Жанна Немцова и Лев Шлосберг: «Дело Бориса Немцова сегодня» / Люди мира // ГражданинЪ TV. 25 ноября 2022.
- «Заниматься политикой было не модно». Об убийстве отца, фонде Немцова и отношениях с олигархами // Это Осетинская (Русские норм)